# Tytthaena
Tytthaena è un genere estinto di mammiferi carnivori, appartenenti agli ossienodonti. Visse nel Paleocene superiore (circa 57 - 56 milioni di anni fa) e i suoi resti fossili sono stati ritrovati in Nordamerica.

## Descrizione
Questo animale doveva essere grande quanto un gatto domestico, e anche le proporzioni corporee probabilmente erano simili. Le zampe, però, dovevano essere più corte e il corpo in proporzione più allungato. Tytthaena era molto simile al ben noto Oxyaena, ma di dimensioni decisamente inferiori. Era caratterizzato da molari inferiori stretti e allungati, con talonidi allungati. Rispetto agli altri ossienodonti, Tytthaena era sprovvisto dei postmetacrista esageratamente sviluppati sul quarto premolare superiore e sul primo molare superiore. Il secondo molare inferiore era più piccolo del primo.

## Classificazione
Tytthaena è il più antico tra gli ossienodonti, un gruppo di mammiferi dalle attitudini carnivore forse imparentati con gli ienodonti. In particolare, Tytthaena sembrerebbe essere stato privo di alcune caratteristiche derivate del gruppo, tanto da essere classificato in una sottofamiglia a sé stante (Tytthaeninae) all'interno della famiglia Oxyaenidae. 
Tytthaena è noto per due specie: la specie tipo, Tytthaena parrisi, venne descritta per la prima volta da Philip Gingerich nel 1980 sulla base di resti fossili ritrovati nel Wyoming nordoccidentale; l'anno successivo Kenneth Rose descrisse una nuova specie, Oxyaena lichna, anch'essa proveniente dal Wyoming, e furono poi Gunnell e Gingerich nel 1991 a riconoscerla come una specie del genere Tytthaena (T. lichna).